# NWA International Tag Team Championship
Die NWA International Tag Team Championship war ein Tag-Team-Titel, der von der National Wrestling Alliance (NWA) für All Japan Pro Wrestling (AJPW) beziehungsweise deren Vorläufer Japan Wrestling Association (JWA) sowie Western States Sports freigegeben wurde. Die Vergabe dieses Titels folgt wie im Wrestling üblich einer zuvor ausgearbeiteten Storyline. Der Titel existierte von 1959 bis 1988. Anschließend wurde er zusammen mit dem PWF World Tag Team Championship zum AJPW World Tag Team Championship vereinigt. Auf Grund des Alters des Titels existieren keine gesicherten Aufzeichnungen und widersprüchliche Angaben zur Geschichte des Titels von 1959 bis 1963. Das Gleiche gilt für die genauen Daten von 1962 bis 1966.
The Fabulous Kangaroos galten als erste Champions, als letzte hielten Jumbo Tsuruta und Yoshiaki Yatsu, die zugleich erste AJPW World Tag Team Champions wurden, indem sie die Road Warriors besiegten.

## Liste der Titelträger
| #  | Champions                                              | Nr. | Datum             | Tage | Ort                      | Veranstaltung | Bemerkung | Ref.  |
| -- | ------------------------------------------------------ | --- | ----------------- | ---- | ------------------------ | ------------- | --- | ----- |
| 1  | The Fabulous Kangaroos (Al Costello und Roy Heffernan) | 1   | ca. 1962          | ??   | N/A                      | N/A           | Galten als erste Champions; könnten den Titel bereits 1959 erhalten haben.                                                                                           |       |
| 2  | George Scott und Sundy Scott                           | 1   | Januar 1963       | ??   | —                        | Houseshow     | |       |
| 3  | Karl und Kurt Von Stroheim                             | 1   | Juli 1964         | ??   | Texas                    | Houseshow     | |       |
| 4  | Bull und Fred Curry                                    | 1   | 20. Juli 1964     | ??   | Fort Worth, Texas        | Houseshow     | |       |
| 5  | Karl und Kurt Von Stroheim                             | 2   | Februar 1966      | ??   | Texas                    | Houseshow     | |       |
| 6  | Fritz Von Goehring und Mike Padosis                    | 1   | September 1966    | ??   | Texas                    | Houseshow     | |       |
| 7  | Giant Baba und Michiaki Yoshimura                      | 1   | 5. November 1966  | 335  | Tokio, Japan             | Houseshow     | Titel kam zur Japan Pro Wrestling Alliance. |       |
| 8  | Tarzan Tyler und Bill Watts                            | 1   | 6. Oktober 1967   | 25   | Fukushima, Japan         | Houseshow     | |       |
| 9  | Giant Baba (2) und Antonio Inoki                       | 1   | 31. Oktober 1967  | 69   | Osaka, Japan             | Houseshow     | |       |
| —  | Vakanz                                                 | —   | 8. Januar 1968    | —    | —                        | —             | Inoki konnte auf Grund von Schneetreiben nicht rechtzeitig zu einer Titelverteidigung gegen Crusher Lisowski und Bill Miller in Hiroshima, Japan erscheinen.         |       |
| 10 | Giant Baba (3) und Antonio Inoki                       | 2   | 3. Februar 1968   | 341  | Tokio, Japan             | Houseshow     | Besiegten Crusher Lisowski und Bill Miller in einem Rematch. |       |
| 11 | Danny Hodge und Wilbur Snyder                          | 1   | 9. Januar 1969    | 26   | Hiroshima, Japan         | Houseshow     | |       |
| 12 | Giant Baba (4) und Antonio Inoki                       | 3   | 4. Februar 1969   | 188  | Sapporo, Japan           | Houseshow     | |       |
| 13 | Dick the Bruiser und Crusher Lisowski                  | 1   | 11. August 1969   | 2    | Sapporo, Japan           | Houseshow     | |       |
| 14 | Giant Baba (5) und Antonio Inoki                       | 4   | 13. August 1969   | 846  | Osaka, Japan             | Houseshow     | |       |
| 15 | The Funks (Dory Funk, Jr. und Terry Funk)              | 1   | 7. Dezember 1971  | 164  | Los Angeles, Kalifornien | Houseshow     | |       |
| 16 | Giant Baba (6) und Seiji Sakaguchi                     | 1   | 19. Mai 1972      | 164  | Tokio, Japan             | Houseshow     | |       |
| —  | Vakanz                                                 | —   | 7. September 1972 | —    | —                        | —             | Baba verließ die JWA um All Japan Pro Wrestling zu gründen. |       |
| 17 | Kintaro Ohki und Seiji Sakaguchi (2)                   | 1   | 2. Dezember 1972  | 82   | Tokio, Japan             | Houseshow     | Besiegten Bobo Brazil und Gene Kiniski. |       |
| 18 | Killer Karl Krupp und Johnny Valentine                 | 1   | 22. Februar 1973  | 12   | Osaka, Japan             | Houseshow     | | [ 1 ] |
| 19 | Kintaro Ohki (2) und Umanosuke Ueda                    | 1   | 6. März 1973      | 43   | Nagoya, Japan            | Houseshow     | |       |
| 20 | Killer Karl Krupp (2) und Fritz Von Erich              | 1   | 18. April 1973    | ??   | Yaizu, Japan             | Houseshow     | |       |
| 21 | Killer Karl Krupp (3) und Karl Von Steiger             | 1   | April 1973        | ??   | –                        | –N/A          | Krupp nahm sich Von Steiger als neuen Partner, nachdem Von Erich seine Championship zurückgab.                                                                       |       |
| —  | Vakanz                                                 | —   | April 1973        | —    | —                        | —             | Die JWA löste sich auf, aber Krupp und von Steiger behielten den Titel und kehrten mit ihm zurück nach Amarillo, Texas. Damit kam der Titel zu Western States Sports |       |
| 22 | The Funks (Dory Funk, Jr. und Terry Funk)              | 2   | 26. Mai 1973      | 92   | Amarillo, Texas          | Houseshow     | |       |
| 23 | Killer Karl Kox und Ciclon Negro                       | 1   | 26. August 1973   | ??   | Lubbock, Texas           | Houseshow     | |       |
| 24 | The Funks (Dory Funk, Jr. und Terry Funk)              | 3   | Oktober 1973      | ??   | Texas                    | Houseshow     | |       |
| 25 | Giant Baba (7) und Jumbo Tsuruta                       | 1   | 5. Februar 1975   | 631  | San Antonio, Texas       | Houseshow     | Kehrten mit dem Gürtel zu All Japan Pro Wrestling zurück. |       |
| 26 | Kintaro Ohki (3) und Kim Duk                           | 1   | 28. Oktober 1976  | 42   | Tokio, Japan             | Houseshow     | |       |
| 27 | Giant Baba (8) und Jumbo Tsuruta                       | 2   | 9. Dezember 1976  | 333  | Tokio, Japan             | Houseshow     | |       |
| 28 | Kintaro Ohki (4) und Kim Duk                           | 2   | 7. November 1977  | 185  | Seoul, Südkorea          | Houseshow     | |       |
| 29 | Giant Baba (9) und Jumbo Tsuruta                       | 3   | 11. Mai 1978      | 519  | Tokio, Japan             | Houseshow     | |       |
| 30 | Abdullah the Butcher und Ray Cundy                     | 1   | 12. Oktober 1979  | 7    | Tokio, Japan             | Houseshow     | |       |
| 31 | Giant Baba (10) und Jumbo Tsuruta                      | 4   | 19. Oktober 1979  | 1271 | Tokyo, Japan             | Houseshow     | |       |
| 32 | Ron Bass und Stan Hansen                               | 1   | 12. April 1983    | 5    | Matsuyama, Japan         | Houseshow     | |       |
| 33 | Giant Baba (11) und Jumbo Tsuruta                      | 5   | 17. April 1983    | 100  | Nagasaki, Japan          | Houseshow     | |       |
| 34 | Tiger Jeet Singh und Umanosuke Ueda (2)                | 1   | 26. Juli 1983     | 6    | Fukuoka, Japan           | Houseshow     | |       |
| 35 | Giant Baba (12) und Jumbo Tsuruta                      | 6   | 1. August 1983    | ??   | Tokio, Japan             | Houseshow     | |       |
| —  | Vakanz                                                 | —   | Mai 1984}         | —    | —                        | —             | Baba zog sich eine Verletzung zu. |       |
| 36 | Genichiro Tenryu und Jumbo Tsuruta (7)                 | 1   | 3. September 1984 | 520  | Hiroshima, Japan         | Houseshow     | Besiegten Jerry Blackwell und Bruiser Brody. | [ 2 ] |
| 37 | Riki Choshu und Yoshiaki Yatsu                         | 1   | 5. Februar 1985   | 365  | Sapporo, Japan           | Houseshow     | |       |
| 38 | Genichiro Tenryu (2) und Jumbo Tsuruta (8)             | 2   | 5. Februar 1987   | 25   | Tokio, Japan             | Houseshow     | |       |
| 39 | The Road Warriors (Animal und Hawk)                    | 1   | 12. März 1987     | 456  | Sapporo, Japan           | Houseshow     | |       |
| 40 | Jumbo Tsuruta (9) und Yoshiaki Yatsu (2)               | 1   | 10. Juni 1988     | 0    | Tokio, Japan             | Houseshow     | | [ 3 ] |
| —  | Vereinigung                                            | —   | 10. Juni 1988     | —    | —                        | —             | Zusammen mit dem PWF Tag Team Championship wurde der Titel zum World Tag Team Championship.                                                                          |       |

## Titelstatistik

### Teams
| Rang | Team                                                   | Anzahl | Tage |
| ---- | ------------------------------------------------------ | ------ | ---- |
| 1.   | Giant Baba und Jumbo Tsuruta                           | 6      | 3127 |
| 2.   | Giant Baba und Antonio Inoki                           | 4      | 1444 |
| 3.   | Dory Funk Jr. und Terry Funk                           | 3      | 749  |
| 4.   | Genichiro Tenryu und Jumbo Tsuruta                     | 2      | 555  |
| 5.   | George und Sundy Scott                                 | 1      | 547  |
| 6.   | Bull und Fred Curry                                    | 1      | 529  |
| 7.   | The Road Warriors (Animal und Hawk)                    | 1      | 456  |
| 8.   | The Fabulous Kangaroos (Al Costello und Roy Heffernan) | 1      | 365  |
| 8.   | Riki Choshu und Yoshiaki Yatsu                         | 1      | 365  |
| 9.   | Giant Baba und Michiaki Yoshimura                      | 1      | 335  |
| 10.  | Karl und Kurt Von Stroheim                             | 2      | 263  |
| 11.  | Kintaro Ohki und Kim Duk                               | 2      | 227  |
| 12.  | Giant Baba und Seiji Sakaguchi                         | 1      | 111  |
| 13.  | Kintaro Ohki und Seiji Sakaguchi                       | 1      | 82   |
| 14.  | Fritz Von Goehring und Mike Padosis                    | 1      | 66   |
| 15.  | Kintaro Ohki und Umanosuke Ueda                        | 1      | 43   |
| 16.  | Danny Hodge und Wilbur Snyder                          | 1      | 26   |
| 17.  | Killer Karl Krupp und Johnny Valentine                 | 1      | 12   |
| 17.  | Killer Karl Krupp und Karl Von Steiger                 | 1      | 12   |
| 18.  | Abdullah the Butcher und Ray Cundy                     | 1      | 7    |
| 19.  | Tiger Jeet Singh und Umanosuke Ueda                    | 1      | 6    |
| 20.  | Killer Karl Kox und Ciclon Negro                       | 1      | 5    |
| 20.  | Ron Bass und Stan Hansen                               | 1      | 5    |
| 21.  | Dick the Bruiser und Crusher Lisowsk                   | 1      | 2    |
| 22.  | Killer Karl Krupp und Fritz Von Erich                  | 1      | 0    |
| 22.  | Jumbo Tsuruta und Yoshiaki Yatsu                       | 1      | 0    |

### Einzelwrestler
| Rank | Team                | # Of Reigns | Combined Days |
| ---- | ------------------- | ----------- | ------------- |
| 1.   | Giant Baba          | 12          | 5017          |
| 2.   | Jumbo Tsuruta       | 9           | 3662          |
| 3.   | Antonio Inoki       | 4           | 1444          |
| 4.   | Dory Funk Jr.       | 3           | 749           |
| 4.   | Terry Funk          | 3           | 749           |
| 5.   | Genichiro Tenryu    | 2           | 555           |
| 6.   | Sandy Scott         | 1           | 547           |
| 6.   | George Scott        | 1           | 547           |
| 7.   | Bull Curry          | 1           | 529           |
| 7.   | Fred Curry          | 1           | 529           |
| 8.   | Animal              | 1           | 456           |
| 8.   | Hawk                | 1           | 456           |
| 9.   | Al Costello         | 1           | 365           |
| 9.   | Roy Heffernan       | 1           | 365           |
| 9.   | Riki Choshu         | 1           | 365           |
| 9.   | Yoshiaki Yatsu      | 2           | 365           |
| 10.  | Kintaro Ohki        | 4           | 352           |
| 11.  | Michiaki Yoshimura  | 1           | 335           |
| 12.  | Karl Von Stroheim   | 2           | 263           |
| 12.  | Kurt Von Stroheim   | 2           | 263           |
| 13.  | Kim Duk             | 2           | 227           |
| 14.  | Seiji Sakaguchi     | 2           | 193           |
| 15.  | Fritz Von Goehring  | 1           | 66            |
| 15.  | Mike Padosis        | 1           | 66            |
| 16.  | Umanosuke Ueda      | 2           | 49            |
| 17.  | Danny Hodge         | 1           | 26            |
| 17.  | Wilbur Snyder       | 1           | 26            |
| 18.  | Tarzan Tyler        | 1           | 25            |
| 18.  | Bill Watts          | 1           | 25            |
| 19.  | Killer Karl Krupp   | 3           | 23            |
| 20.  | Johnny Valentine    | 1           | 12            |
| 21.  | Abdulla the Butcher | 1           | 7             |
| 21.  | Ray Candy           | 1           | 7             |
| 22.  | Tiger Jeet Singh    | 1           | 6             |
| 23.  | Killer Karl Kox     | 1           | 5             |
| 23.  | Ciclon Negro        | 1           | 5             |
| 23.  | Ron Bass            | 1           | 5             |
| 23.  | Stan Hansen         | 1           | 5             |
| 24.  | Dick the Bruiser    | 1           | 2             |
| 24.  | Crusher Lisowsk     | 1           | 2             |
| 25.  | Fritz Von Erich     | 1           | 0             |